# Landschapsbescherming
Onder landschapsbescherming verstaat men de activiteiten die tot doel hebben het platteland of landelijke gebieden te behoeden voor ontwikkelingen die het karakter van het landschap, met name de verschillende landschapstypen en de daarmee verbonden habitats aantasten. Landschapsbescherming is nauw verweven met natuurbehoud en maakt deel uit van het landschapsbeheer.
Hoewel bescherming van het landschap een lange geschiedenis heeft, is de term landschapsbescherming pas in de eerste decennia van de 20ste eeuw ontstaan en verbonden met organisaties die zich hier speciaal mee bezighouden.

## Landschap-, natuur- en milieubescherming
Achterliggende idee van landschapsbescherming is dat de kwaliteit van het landschap onaanvaardbaar zou worden aangetast indien alle maatschappelijke ontwikkelingen met een weerslag op het platteland geaccepteerd zouden worden. Daarbij kan het gaan om aanleg van infrastructuur, urbanisatie, industrialisatie, vormen van exploitatie zoals ontgrondingen of oliewinning en bepaalde agrarische ontwikkelingen, zoals ruilverkaveling of grootschalige intensieve veehouderij. Om dergelijke ongewenst geachte ingrepen in het landschap tegen te gaan, zo menen landschapsbeschermers, zijn maatregelen noodzakelijk. Landschapsbescherming is onderdeel van het overheidsbeleid.
Landschapsbeheer richt zich vooral op het cultuurlandschap. Hoewel de overgangen vloeiend zijn, denkt men bij natuurbescherming meer aan planten, dieren en andere organismen (ook wel biodiversiteit) en bij milieubescherming meer aan 'stoffelijke zaken' die met menselijke activiteiten samenhangen, zoals grondstoffenwinning, toxische stoffen in lucht, water en bodem en radioactiviteit.

## Soorten landschapsbescherming
Onder landschapsbescherming vallen verschillende activiteiten:
- Landschapsplanning. Al omstreeks de Tweede Wereldoorlog kwam in Nederland het idee op om bij de aanleg of reconstructie van landschappen (bijvoorbeeld de ondergelopen delen van Zeeland) doordachte plannen te maken. Ook bij de ruilverkavelingen werd het gebruikelijk om een zogenaam landschapsplan te maken. Vaak maakt dit onderdeel uit van Ruimtelijke ordening en de hiermee samenhangende wettelijke kaders. Omdat planning met ontwerp te maken heeft vallen elementen van landschapsarchitectuur ook onder landschapsbescherming, bijvoorbeeld bij het ontwerp van gereconstrueerde natuurontwikkelingsgebieden.
- Aankoop van landschappen. Vooral organisaties als de provinciale landschappen in Nederland hebben zich beziggehouden met de aankoop van waardevol geachte landschappen zoals landgoederen en heidevelden.
- Onderhoud van het landschap of landschapsbeheer. Hiertoe rekent men een breed scale aan activiteiten zoals de aankleding van landschappen met bijvoorbeeld lanen en door eigenaars of vrijwilligers uitgevoerde vormen van landschapszorg of landschapsbeheer. Denk hierbij aan het knotten van wilgen, het schonen van sloten, het maaien van bermen, het inzaaien van gronden met op bloemrijke akkers of weilanden gerichte zaadmengsels, het herstellen van bouwwerken als molens en schuren en de reconstructie van landschapelementen als pingoruines, tuinen, kerkepaden of poelen. In elke Nederlandse provincie zijn speciale organisaties onder de naam Landschapsbeheer actief.
- Het reguleren of zelfs verbieden van bepaalde constructies of uitingen zoals opschriften, schuren, verlichte kassen, windmolens, woonschepen etc.

## Organisaties en beleid
In Nederland is landschapsbescherming onder andere een taak van de Rijksdienst voor het Cultureel Erfgoed en het Planbureau voor de Leefomgeving. In de Nota Ruimte uit 2004 door de overheid twintig nationale landschappen aangewezen, waarin natuur en oude cultuurelementen extra goed bewaard dienen te blijven. In 2011 werd het ministerie van ELI verantwoordelijk voor het landschap, maar werden tegelijk veel bevoegdheden overgedragen naar de provincies. Voor de uitvoering is onder meer Staatsbosbeheer verantwoordelijk en wat betreft de particuliere organisaties Natuurmonumenten, de Provinciale Landschappen en de Provinciale Stichtingen voor Landschapsbeheer, die samenwerken binnen Landschapsbeheer Nederland.
In Vlaanderen valt het beheer, behoud en de restauratie van het bestaande landschap onder de afdeling Monumenten en Landschappen (vroegere AHROM). De afdeling staat ook in voor het beheer en de bescherming van het bouwkundig, landschappelijk en archeologisch erfgoed. Het Vlaams Instituut voor het Onroerend Erfgoed (VIOE) maakt deel uit van de Vlaamse Overheid. Het is een agentschap met een wetenschappelijke opdracht dat zich bezighoudt met het onderzoek, het kennisbeheer, de kennisverspreiding en de ontsluiting van het onroerend erfgoed (archeologie, monumenten en landschappen) in Vlaanderen.